# Luciobarbus brachycephalus
Luciobarbus brachycephalus, conocido comúnmente como esturión del Aral es una especie de peces dulceacuícolas de la familia Cyprinidae, orden Cypriniformes.